# Dirleton
Dirleton is een plaats in het Schotse bestuurlijke gebied East Lothian. Langs deze plaats loopt de A198, circa 4 km ten westen van North Berwick.
De huidige plaats dateert uit de veertiende eeuw toen de familie Halyburton in Dirleton Castle woonde. Dirleton Kirk werd gebouwd in 1612 en verving een eerdere kerk uit de 11e eeuw. In 1650 werd deze uitgebreid. De kerk is gebouwd in neo-klassieke stijl.
In 1663 verkreeg de familie Nisbet Dirleton Castle en bouwde een nieuwe residentie ten noordwesten van de plaats, Archerfield House geheten.
In 1849 werd Dirleton aangesloten op het spoornetwerk, totdat het station, gelegen buiten het dorp, in 1954 werd gesloten.